# Michael Hepburn
Michael Hepburn (Brisbane, 17 agosto 1991) è un ciclista su strada e pistard australiano che corre per il Team Jayco AlUla. In carriera ha vinto due argenti olimpici nell'inseguimento a squadre, ai Giochi di Londra 2012 e di Rio de Janeiro 2016, e sei titoli mondiali su pista, due nell'inseguimento individuale e quattro in quello a squadre. Professionista su strada dal 2012, nel 2014 ha vinto il titolo nazionale a cronometro.

## Carriera
Comincia a gareggiare nel ciclismo all'età di quattordici anni, frequentando poi la Queensland Academy of Sport e l'Australian Institute of Sport. Nel 2008 rappresenta per la prima volta il suo paese partecipando ai campionati del mondo su strada Juniores di Città del Capo. L'anno dopo, tra gli Juniores, ottiene su pista i primi titoli di rilievo, tre campionati nazionali e il titolo mondiale di categoria nell'inseguimento individuale. In tali occasioni si mette in evidenza stabilendo per due volte il record del mondo Under-19 dell'inseguimento individuale sulla distanza dei 3000 metri.
Nella stagione 2009-2010 debutta nelle competizioni Open su pista, cogliendo importanti successi: vince la prova di inseguimento a squadre di Coppa del mondo a Pechino, la gara di omnium ai campionati australiani, il titolo mondiale dell'inseguimento a squadre a Ballerup, primo iride Open in carriera per lui. Nel 2010 fa sue anche la gara di inseguimento a squadre ai Giochi del Commonwealth di Delhi (è bronzo nella prova individuale) e i due titoli di inseguimento ai Campionati oceaniani. Nella stessa annata debutta inoltre come Under-23 su strada, all'età di soli diciotto anni, aggiudicandosi la gara in linea di categoria ai campionati nazionali.
Nel 2011 ottiene il secondo titolo mondiale, ancora nell'inseguimento a squadre. Su strada coglie invece il successo nel prologo e nella terza tappa del prestigioso Tour de l'Avenir in Francia, e per la stagione successiva debutta da professionista tra le file del team World Tour australiano GreenEDGE. Nel 2012 si aggiudica il titolo nazionale nell'inseguimento individuale su pista; nella medesima specialità fa poi suo per la prima volta il campionato del mondo, battendo in finale il connazionale Jack Bobridge. In estate ottiene quindi la medaglia d'argento nell'inseguimento a squadre ai Giochi olimpici di Londra.
Nel 2013 conferma il titolo nazionale nell'inseguimento individuale. Successivamente ai campionati del mondo su pista di Minsk realizza la doppietta dell'inseguimento, è infatti medaglia d'oro sia nella gara individuale che in quella a squadre. Ai campionati del mondo su strada di Firenze conquista invece l'argento nella cronometro a squadre con la sua Orica-GreenEDGE. Inizia il 2014 aggiudicandosi prima il titolo australiano a cronometro su strada e poi vincendo la terza tappa, sempre a cronometro, del Tour of Qatar. Nello stesso anno partecipa alle classiche del Nord e al Giro d'Italia, e vince ancora la medaglia d'argento nella cronometro a squadre ai campionati del mondo di Ponferrada. Nel 2015 si aggiudica il titolo a cronometro dei campionati oceaniani e prende nuovamente parte al Giro d'Italia 2015; a fine stagione riprende inoltre l'attività internazionale su pista vincendo la prova di inseguimento a squadre di Cambridge valida per la Coppa del mondo. Nel 2016 partecipa per la terza volta alla "corsa rosa", in cui parte per ultimo durante la cronometro iniziale di Apeldoorn.

## Palmarès

### Pista
- 2009

Campionati australiani, Inseguimento individuale Juniores
Campionati australiani, Inseguimento a squadre Juniores (con Jordan Kerby, Mitchell Mulhern e Thomas Richards)
Campionati australiani, Omnium Juniores
Campionati del mondo Juniores, Inseguimento individuale
Coppa del mondo 2009-2010, Inseguimento a squadre (Melbourne, con Luke Durbridge, Rohan Dennis e Cameron Meyer)
- 2010

Coppa del mondo 2009-2010, Inseguimento a squadre (Pechino, con Luke Durbridge, Leigh Howard e Travis Meyer)
Campionati australiani, Omnium
Campionati del mondo, Inseguimento a squadre (con Jack Bobridge, Rohan Dennis e Cameron Meyer)
Giochi del Commonwealth, Inseguimento a squadre (con Jack Bobridge, Dale Parker e Cameron Meyer)
Campionati oceaniani, Inseguimento individuale
Campionati oceaniani, Inseguimento a squadre (con Jack Bobridge, Leigh Howard e Cameron Meyer)
1ª prova Coppa del mondo 2010-2011, Inseguimento a squadre (Melbourne, con Jack Bobridge, Leigh Howard e Cameron Meyer)
- 2011

Campionati del mondo, Inseguimento a squadre (con Jack Bobridge, Rohan Dennis e Luke Durbridge)
- 2012

Campionati australiani, Inseguimento individuale
4ª prova Coppa del mondo 2011-2012, Inseguimento a squadre (Londra, con Jack Bobridge, Rohan Dennis e Alexander Edmondson)
Campionati del mondo, Inseguimento individuale
- 2013

Campionati australiani, Inseguimento individuale
Campionati del mondo, Inseguimento individuale
Campionati del mondo, Inseguimento a squadre (con Alexander Edmondson, Alexander Morgan e Glenn O'Shea)
- 2015

2ª prova Coppa del mondo 2015-2016, Inseguimento a squadre (Cambridge, con Jack Bobridge, Luke Davison e Alexander Edmondson)
- 2016

Campionati del mondo, Inseguimento a squadre (con Luke Davison, Alexander Porter, Callum Scotson, Miles Scotson e Sam Welsford)

### Strada
- 2008

5ª tappa Tour of Tasmania (Dismal Swamp)
- 2009

11ª tappa Tour of the Murray River (Ouyen)
12ª tappa Tour of the Murray River (Merbein)
- 2010 (Jayco, una vittoria)

Campionati australiani, Prova in linea Under-23
- 2011 (Jayco, tre vittorie)

2ª tappa Tour of Norway (Skien > Drammen)
Prologo Tour de l'Avenir (Yutz, cronometro)
3ª tappa Tour de l'Avenir (Gérardmer > Porrentruy)
- 2014 (Orica-GreenEDGE, due vittorie)

Campionati australiani, Prova a cronometro
3ª tappa Tour of Qatar (Circuito di Losail, cronometro)
- 2015 (Orica-GreenEDGE, una vittoria)

Campionati oceaniani, Prova a cronometro

#### Altri successi
- 2010

1ª tappa Internationale Thüringen Rundfahrt (Bleichenrode, cronosquadre)
- 2011

2ª tappa Internationale Thüringen Rundfahrt (Streufdorf, cronosquadre)
- 2014 (Orica-GreenEDGE)

1ª tappa Giro d'Italia (Belfast > Belfast, cronosquadre)
- 2015 (Orica-GreenEDGE)

1ª tappa Giro d'Italia (San Lorenzo al Mare > Sanremo, cronosquadre)
- 2017 (Orica-Scott)

2ª tappa Mitchelton Bay Classic
- 2018 (Mitchelton-Scott)

3ª tappa Hammer Sportzone Limburg (Sittard-Geleen, cronosquadre)
- 2019 (Mitchelton-Scott)

1ª tappa Tirreno-Adriatico (Lido di Camaiore > Lido di Camaiore, cronosquadre)
1ª tappa Czech Cycling Tour (Ostrava, cronosquadre)
3ª tappa Hammer Limburg (Sittard-Geleen, cronosquadre)
- 2020 (Mitchelton-Scott)

1ª tappa Czech Cycling Tour (Uničov, cronosquadre)
- 2024 (Team Jayco AlUla)

1ª tappa Okolo Slovenska (Dunajská Streda, cronosquadre)

## Piazzamenti

### Grandi Giri
- Giro d'Italia

2014: 154º
2015: 160º
2016: 150º
2017: 122º
2020: non partito (10ª tappa)
2021: 120º
2022: 112º
2023: 76º
2024: 115º
2025: 143º
- Tour de France

2018: 117º
2019: 146º
- Vuelta a España

2022: 117º
2023: ritirato (6ª tappa)

### Classiche monumento
- Milano-Sanremo

2015: ritirato
2019: 165º
2021: 132º
2023: 154º
2024: ritirato
- Giro delle Fiandre

2014: 98º
2018: ritirato
2019: ritirato
- Parigi-Roubaix

2014: 133º
2019: 97º
- Liegi-Bastogne-Liegi

2025: ritirato

### Competizioni mondiali
- Campionati del mondo su pista

Ballerup 2010 - Inseguimento a squadre: vincitore
Apeldoorn 2011 - Inseguimento a squadre: vincitore
Apeldoorn 2011 - Inseguimento individuale: 3º
Melbourne 2012 - Inseguimento individuale: vincitore
Melbourne 2012 - Inseguimento a squadre: 2º
Minsk 2013 - Inseguimento individuale: vincitore
Minsk 2013 - Inseguimento a squadre: vincitore
Londra 2016 - Inseguimento individuale: 8º
Londra 2016 - Inseguimento a squadre: vincitore
- Campionati del mondo su strada

Copenaghen 2008 - In linea Juniores: 52º
Copenaghen 2011 - Cronometro Under-23: 3º
Copenaghen 2011 - In linea Under-23: 21º
Firenze 2013 - Cronosquadre: 2º
Ponferrada 2014 - Cronosquadre: 2º
Richmond 2015 - Cronosquadre: 4º
Richmond 2015 - Cronometro Elite: 15º
Doha 2016 - Cronosquadre: 3º
Bergen 2017 - Cronosquadre: 5º
Innsbruck 2018 - Cronosquadre: 5º
- Giochi olimpici

Londra 2012 - Inseguimento a squadre: 2º
Rio de Janeiro 2016 - Inseguimento a squadre: 2º